# Annalen der Teutschen Akademien

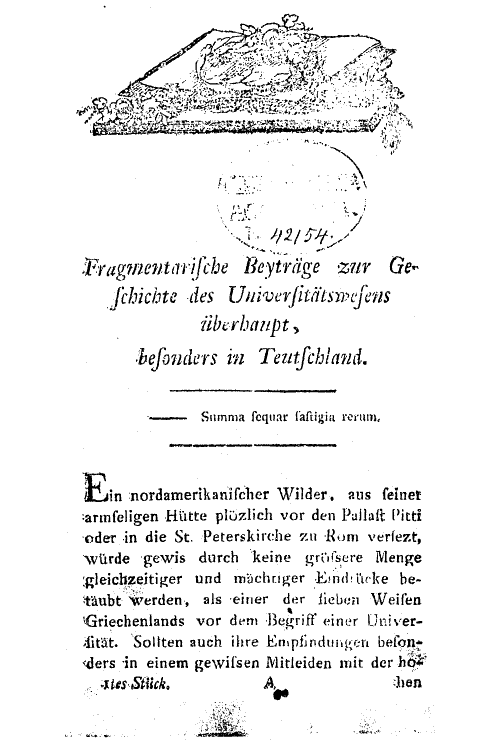
strona z Annalen der Teutschen Akademien

Annalen der Teutschen Akademien (Roczniki Niemieckich Akademii) – periodyki, które wychodziły w latach 1790–1791 w Dreźnie (wydawcy: F.C. Franz i E.K.L. v. Scheler). Propagowały one idee naukowe i odkrycia dokonane w różnych niemieckich placówkach naukowych.